# Cioccolato di Modica
(Leonardo Sciascia, La Contea di Modica)

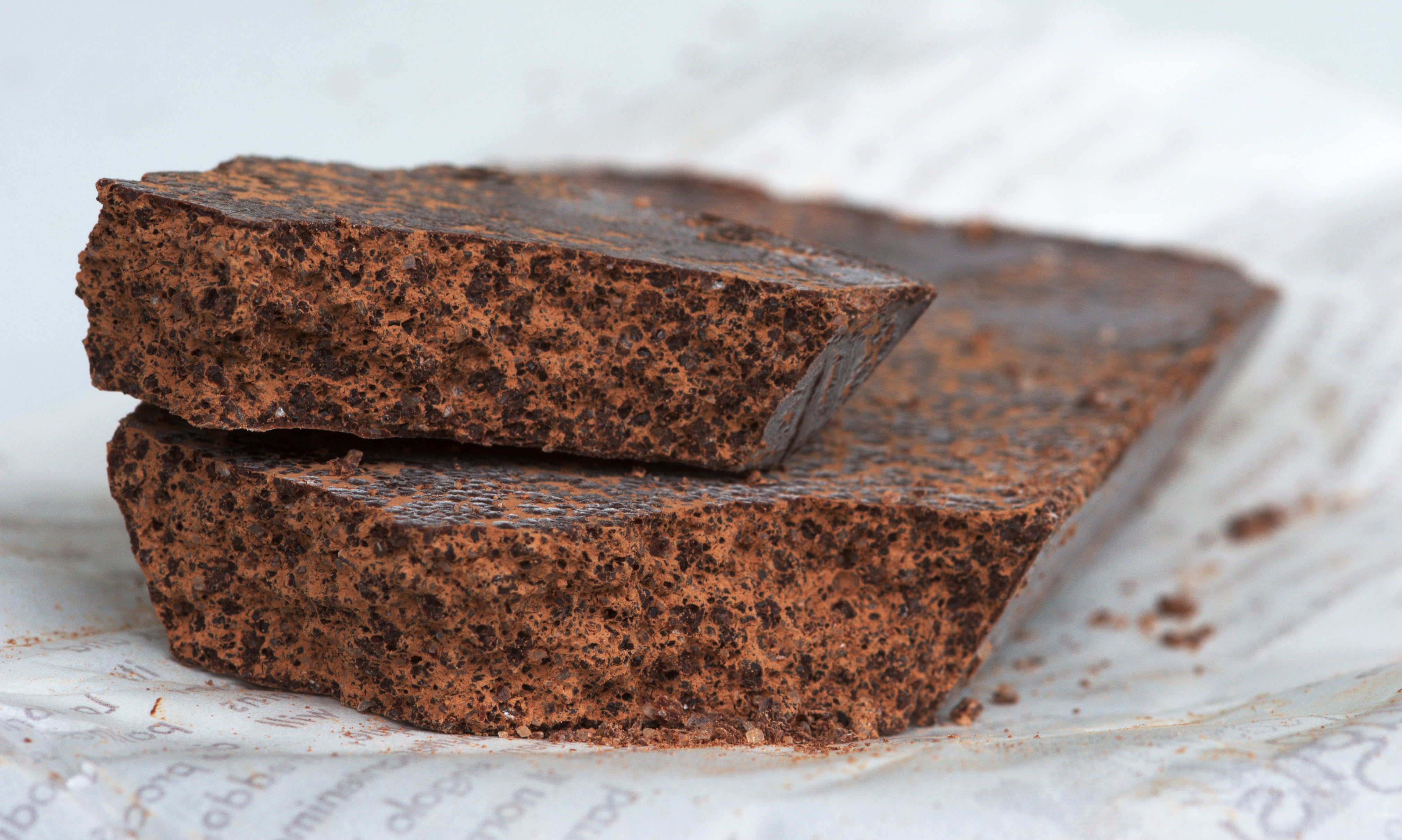
Cioccolato modicano

Il cioccolato di Modica o cioccolato modicano (in siciliano ciucculatta muricana o ciccolatte muricano o ciucculatti mudicanu) è una varietà di cioccolato ottenuta da una particolare lavorazione "a freddo" che esclude la fase del concaggio, impedendo che lo zucchero si amalgami al cacao e rendendo il blocco di cioccolato granuloso.
Nel 2018 il cioccolato di Modica ha ottenuto dall'Unione europea il riconoscimento di Indicazione geografica protetta (IGP).

## Storia

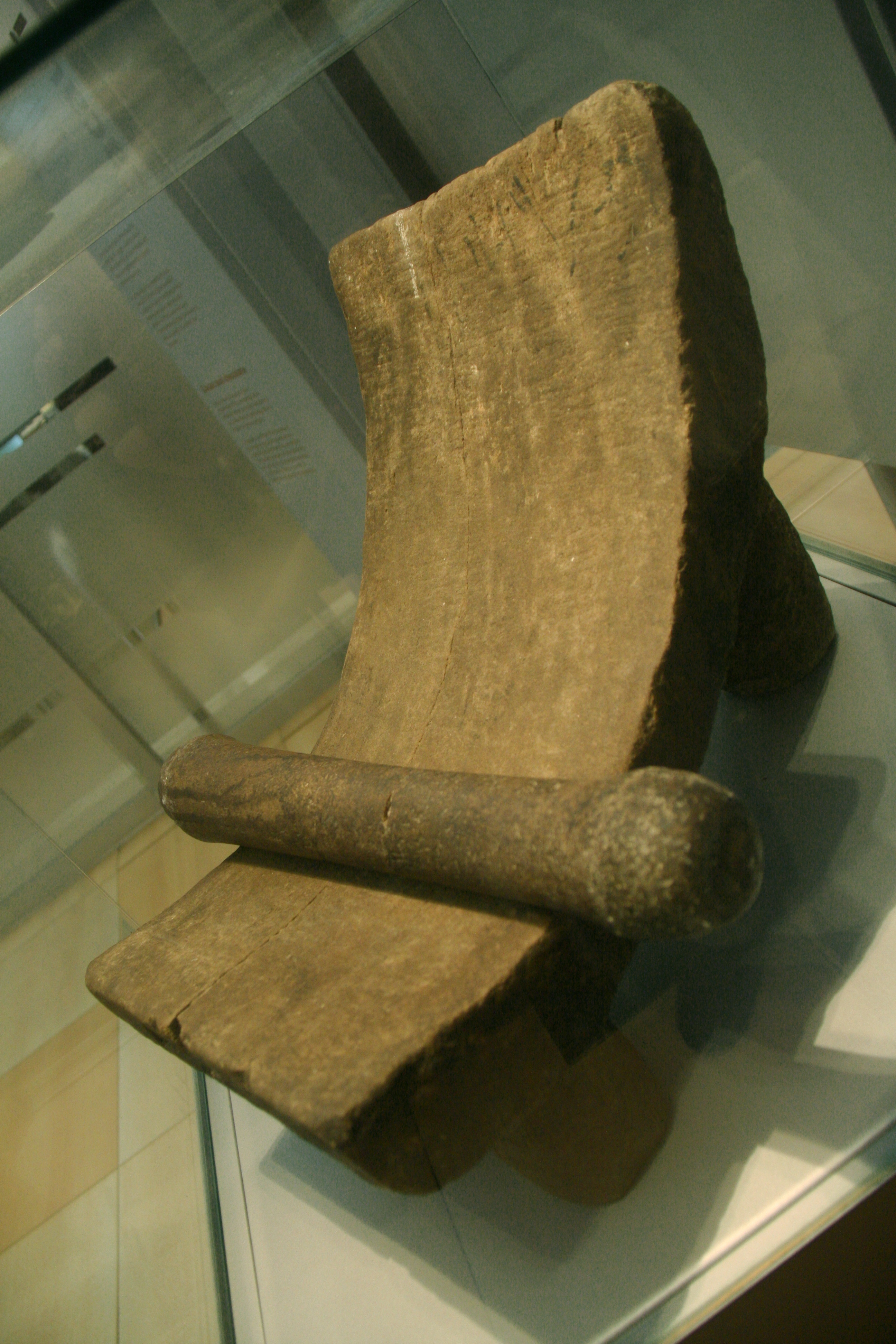
Metate tradizionalmente utilizzato per macinare le fave di cacao

Alcune fonti riportano che durante la dominazione degli spagnoli in Sicilia nel XVI secolo tale lavorazione fu introdotta dagli stessi ispanici nella Contea di Modica, a quel tempo il più importante stato feudale del sud Italia dotato di autonomia amministrativa, successivamente però al siracusano dove la presenza delle fave di cacao (esportato anche all'estero) e la preparazione del cioccolato fu primordiale in Sicilia. 
I conquistadores spagnoli appresero dagli aztechi la tecnica di lavorazione delle fave di cacao mediante l'utilizzo della metate, un tipo di macina di pietra utilizzato per la lavorazione di cereali e semi, e la portarono a Modica. Per tutto il Cinquecento il cioccolato rimane un'esclusiva della Spagna, che ne incrementa le coltivazioni. La tradizionale lavorazione per la produzione delle tavole di cioccolato solide, anch'esse di origine azteca, viene importata nella Contea di Modica, allora protettorato spagnolo. Tale lavorazione dà origine allo xocoàtl, un prodotto che gli abitanti del Messico ricavavano dai semi di cacao triturati su una pietra chiamata metate, prodotto che ormai si produce nella sola Modica in Sicilia. A Modica nell'Ottocento erano presenti diverse cioccolaterie che producevano soprattutto per l’aristocrazia.
In realtà, Modica era già un centro amministrativo ed economico rilevante e la concentrazione di pasticcerie e cioccolaterie favorì la creazione di un distretto produttivo che divenne noto per la qualità del prodotto; lo stesso Leonardo Sciascia citò il cioccolato di Modica, paragonando la produzione a quella della città spagnola di Alicante, non tanto per la lavorazione quanto per la disponibilità di varianti aromatizzate alla cannella e alla vaniglia.
Fu solo nel 1992 che venne adottato a Modica il metodo di lavorazione attuale e il prodotto si diffuse rapidamente, anche in virtù della sua originalità e della tradizione cioccolatiera preesistente.
Attualmente esistono tracce di questo tipo di lavorazione in Spagna (el chocolate a la piedra), oltre che nelle comunità indigene di Messico e Guatemala.

## Lavorazione
La massa di cacao, ottenuta dai semi tostati e macinati (detti localmente caracca) e non privata del burro di cacao in essa contenuta, viene riscaldata per renderla fluida. Ad una temperatura non superiore a 40 °C viene mescolata a zucchero semolato o di canna, e spezie come cannella, vaniglia, zenzero, pistacchio di Bronte o peperoncino, oppure con scorze di limoni o arancia. Il cioccolato rimane comunque con elevate percentuali di massa di cacao, minimo 50%, anche nelle versioni "classiche" fino ad arrivare alle versioni purissime con 99% di massa di cacao.
Nella lavorazione a mano la massa veniva deposta su uno spianatoio a mezzaluna, detto a valata ra ciucculatta, simile all'originario metate, costruito interamente in pietra lavica e già riscaldato, e poi veniva amalgamata con il pistuni, uno speciale mattarello cilindrico di pietra di diverso peso e spessore in rapporto alle fasi di lavorazione e cioè la prima, la seconda e la terza passata, fino alla raffinazione che prendeva il nome di stricata. Oggi in molti laboratori queste fasi di lavorazione sono effettuate da più moderne temperatrici.
Questa lavorazione tradizionale non è più utilizzata da alcuni decenni, oltre a non essere prevista nel  Disciplinare di Produzione. approvato dal Ministero e attualmente il cioccolato di Modica viene prodotto con l'utilizzo di moderni macchinari che consentano il controllo dei parametri definiti nel Disciplinare.
Il composto viene sempre mantenuto ad una temperatura massima di 35-40 °C che non fa sciogliere i cristalli di zucchero che rimangono integri all'interno della pasta. Ancora pastoso, viene versato in apposite lanni (formelle di latta a forma rettangolare) che vengono battute sia perché abbia, una volta solidificato e freddo, la forma del suo contenitore sia per far venire in superficie eventuali bolle di aria e rendere il prodotto compatto. La barretta di cioccolato ottenuta è lucida con delle scanalature, a volte più opaca, ha un colore nero scuro con riflessi bruni, una consistenza granulosa e un po' grezza.
La forza del prodotto consiste nella semplicità della lavorazione, nella masticazione granulosa e friabile grazie sia alla mancanza della fase di concaggio che allo zucchero che si presenta in cristalli, e nell'assenza di sostanze estranee (grassi vegetali, latte, lecitina di soia).
Spesso il cioccolato di Modica si presenta con una patina bianca e tende a sbriciolarsi. Il fenomeno dell'affioramento del burro di cacao non altera le proprietà organolettiche tradizionali del prodotto.

## Consorzio di tutela
Nel 2003 è nato il Consorzio di tutela del Cioccolato di Modica, che raggruppava venti produttori della città allo scopo di stabilire un disciplinare di produzione e ottenere il riconoscimento IGP (Indicazione geografica protetta) che è stato effettivamente ottenuto l'8 ottobre 2018 con Regolamento di esecuzione (UE) 2018/1529.

## Manifestazioni
A partire dal 2005 fino al 2008, la città ha ospitato l'Eurochocolate, importante manifestazione itinerante che si tiene annualmente a Perugia ed in altre località italiane.
Dal 2009 al 2012 il Comune di Modica, in collaborazione con Fine Chocolate Organization ha promosso e organizzato una manifestazione denominata Chocobarocco, in sostituzione di Eurochocolate.
Nel 2013 la manifestazione cambia nome in ChocoModica con il ritorno, nel 2014 e nel 2015, della collaborazione dell'Eurochocolate.
Nel 2016 la manifestazione viene nuovamente organizzata dal Comune in collaborazione con numerosi partner del comprensorio provinciale e non.
Il Regolamento di esecuzione (UE) 2018/1529 della Commissione Europea dell'8 ottobre 2018 ha sancito l'iscrizione del Cioccolato di Modica nel registro delle Indicazioni Geografiche Protette.